# Хавајан Парадајс Парк (Хаваји)
Хавајан Парадајс Парк (енгл. Hawaiian Paradise Park) насељено је место за статистичке потребе у америчкој савезној држави Хаваји. По попису становништва из 2010. у њему је живело 11.404 становника.

## Демографија
Према попису становништва из 2010. у граду је живело 11.404 становника, што је 4.353 (61,7%) становника више него 2000. године.
| Група             | 2000.         | 2010.         |
| Белци             | 2.141 (30,4%) | 3.618 (31,7%) |
| Афроамериканци    | 30 (0,4%)     | 89 (0,8%)     |
| Азијати           | 1.539 (21,8%) | 2.148 (18,8%) |
| Хиспаноамериканци | 996 (14,1%)   | 1.698 (14,9%) |
| Укупно            | 7.051         | 11.404        |